# Europaschutzgebiet (Österreich)

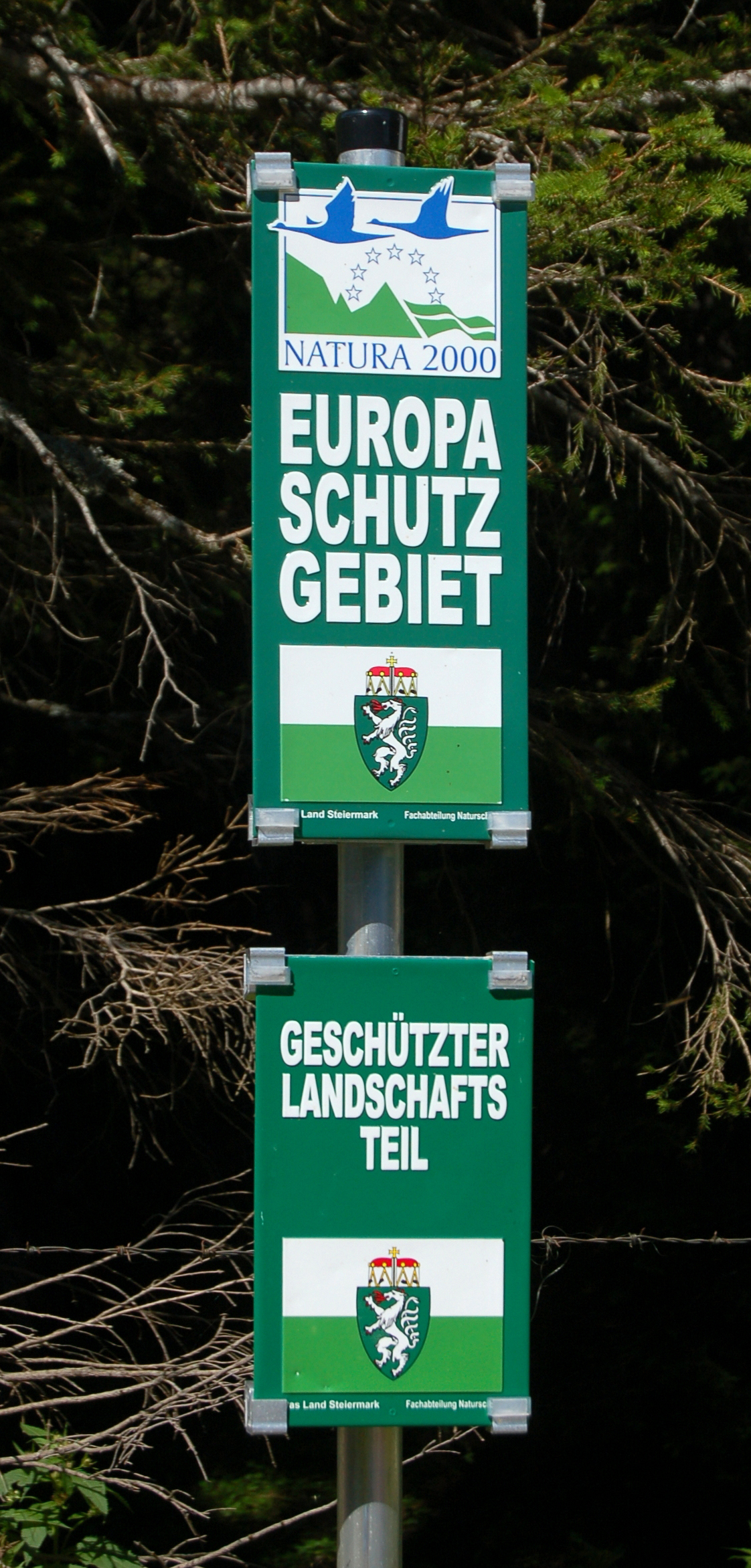
Tafeln Europaschutzgebiet (Natura 2000) und geschützter Landschaftsteil

Mit Europaschutzgebiet werden in Österreich mehrere Schutzgebietskategorien bezeichnet, die das Ziel verfolgen, die natürlichen Lebensräume Europas dauerhaft zu sichern. Im Wesentlichen sind das Flächen im Schutzgebietsnetzwerk Natura 2000 der Europäischen Union für den Biotop- und Artenschutz. Die wesentlichen EU-Richtlinien dazu sind die Vogelschutzrichtlinie und die Fauna-Flora-Habitat-Richtlinie (FFH-Richtlinie) sowie auch Wild-Europaschutzgebiete.
Unter Europaschutzgebiete fallen außerdem Biogenetische Reservate, Europadiplom-Gebiete und das Schutzgebiet der Alpenkonvention.
Ende 2017 waren in Österreich insgesamt 204 Natura-2000-Gebiete ausgewiesen sowie rund 90 Europaschutzgebiete aus anderen Kategorien.

## Natura 2000-Gebiete

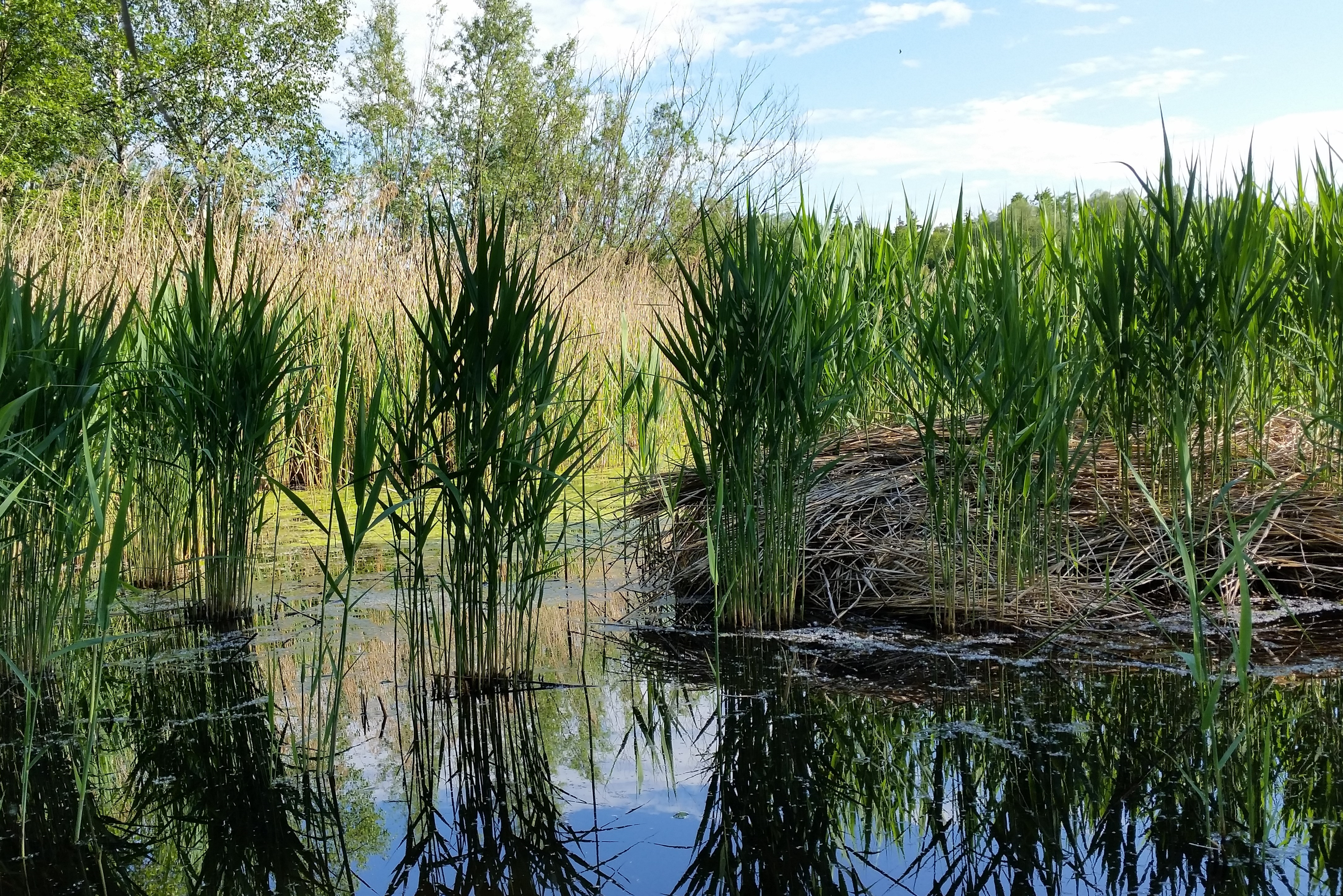
Natura 2000-Gebiet Bürmooser Moor, Salzburg

Mit dem EU-Beitritt hat sich Österreich verpflichtet, die Vogelschutzrichtlinie sowie die FFH-Richtlinie umzusetzen und ein Netz an Schutzgebieten auszuweisen. Gemäß österreichischer Rechtslage wählten allein die einzelnen Bundesländer geeignete Gebiete aus und verankerten sie im jeweiligen Landesrecht, nämlich in Naturschutz-, Jagd-, Fischerei- und Raumordnungs- bzw. Raumplanungsgesetzen (eine Ausnahme bilden die Nationalparks, die eine gemeinsame Bund-Länder-Vereinbarung gemäß Art. 15a B-VG darstellen).
Die nominierten Gebiete wurden in der Regel mit Schutzgebietsverordnungen gesichert. In den meisten Naturschutzgesetzen ist inzwischen die explizite Schutzkategorie Europaschutzgebiet dafür vorgesehen, sie dient der direkten Übernahme des gemeinsamen Rechts in Landesrecht. In einigen Bundesländern bezeichnet Europaschutzgebiet dann speziell diejenigen Natura-2000-Gebiete, die sowohl nach der FFH-Richtlinie wie auch der Vogelschutzrichtlinie ausgewiesen sind. Manche Natura 2000-Gebiete werden aber auch durch eine andere Schutzkategorie landesrechtlich verankert, oder umgekehrt ein schon vorhandenes Schutzgebiet als Ganzes als Natura 2000-Gebiet eingereicht.
2013 hat die Europäische Kommission ein Vertragsverletzungsverfahren (Nr. 2013/4077) gegen die Republik Österreich eingeleitet, weil sie dem Aufbau des Natura 2000-Netzwerkes noch nicht vollständig nachgekommen sei. Ende 2017 haben die Bundesländer Österreichs insgesamt 204 Natura-2000-Gebiete naturschutzrechtlich verordnet, die 14,6 % der Bundesfläche einnehmen – zum Vergleich: In der Europäischen Union umfasste das Natura-2000-Netzwerk 2013 mehr als 18 % der Landfläche und mehr als 7 % der Meeresfläche. Das Verfahren wurde 2019 eingestellt.

## Wild-Europaschutzgebiete (WSG)

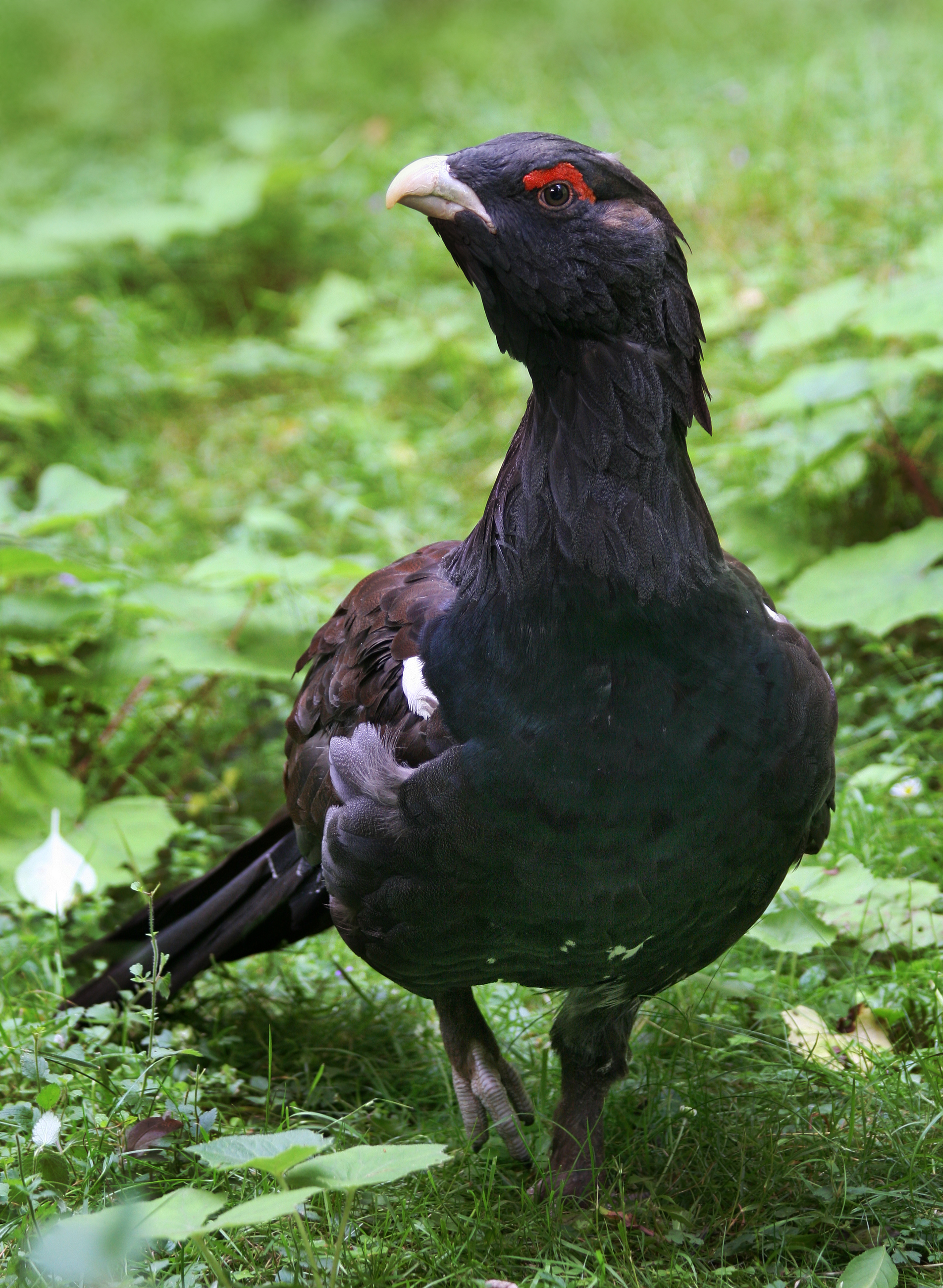
Auerhuhn, das größte der Raufußhühner

Das Natura 2000-Netzwerk bietet neben Gebieten nach der FFH- und Vogelschutzrichtlinie auch den Rahmen für andere Schutzkategorien. Das Bundesland Salzburg hat mehrere Wild-Europaschutzgebiete nach dem § 108 a Jagdgesetz festgelegt. In den anderen Bundesländern sind keine Wild-Europaschutzgebiete ausgewiesen.
Der Zweck der WSG ist die Umsetzung der oben genannten EU-Richtlinien in Hinblick auf jagdliche Belange; vornehmlich kommen dafür Vogelschutzgebiete in Betracht (z. B. zum Schutz von Raufußhühnern oder Greifvögeln). Sie dienen im Besonderen auch wissenschaftlichen Forschungsmaßnahmen auf dem Gebiet der Wildökologie.
In Salzburg gibt es sieben Wild-Europaschutzgebiete mit einer Gesamtfläche von 960 Hektar. Alle Schutzgebiete befinden sich im Bezirk Zell am See (Pinzgau).

## Biogenetische Reservate
In Österreich existieren deutliche nationale Bestrebungen zur Ausweisung biogenetischer Reservate, die vom Umweltbundesamt koordiniert werden. Insgesamt bestehen 56 biogenetische Reservate, die eine Gesamtfläche von 173.051,37 ha (1.730,5 km² bzw. 2,4 % des Bundesgebietes) einnehmen. Es handelt sich um auch landesrechtlich ausgewiesene Gebiete, teils auch Natura 2000-Gebiete, zwei Gebiete besitzen nur partiellen Schutz. In Wien und Vorarlberg sind keine Reservate ausgewiesen.

## Europäisches Diplom für geschützte Gebiete

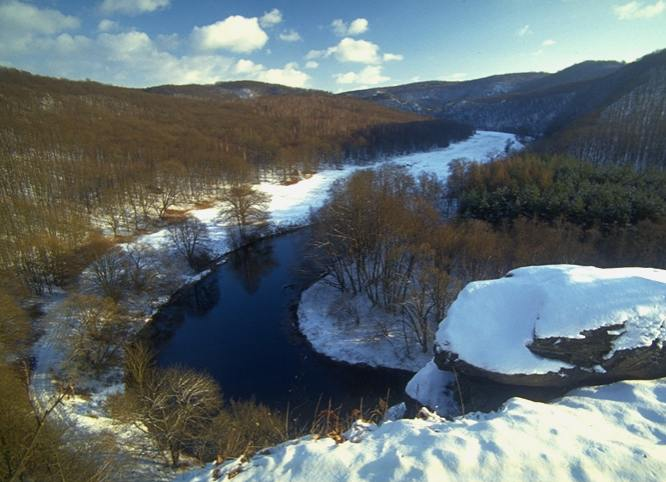
Nationalpark Thayatal, seit 2003 mit dem europäischen Diplom ausgezeichnet

Das Europäische Diplom für geschützte Gebiete ist eine vom Europarat vergebene Auszeichnung, die 1965 als „Europäisches Naturschutzdiplom für geschützte Landschaften, Reservate und Naturdenkmäler“ eingeführt wurde. Im Jahr 1999 erfolgte die Umbenennung in „Europäisches Diplom für geschützte Gebiete“. Als internationale Organisation beschäftigt sich der Europarat seitdem grenzüberschreitend mit Natur- und Umweltschutz.
Das Diplom wird an natürliche oder naturnahe Gebiete von europäischer Bedeutung verliehen, um deren biologische, geologische und landschaftliche Vielfalt zu sichern. Das Diplom gilt ab der Verleihung für fünf Jahre und kann fortlaufend jeweils für weitere fünf Jahre verlängert werden.
In Österreich sind Diplome für drei Gebiete vergeben und bis heute gültig:
- Naturdenkmal Krimmler Wasserfälle (seit 1967)
- Landschaftsschutzgebiet Wachau (seit 1994)
- Nationalpark Thayatal (seit 2003)

## Alpenkonvention

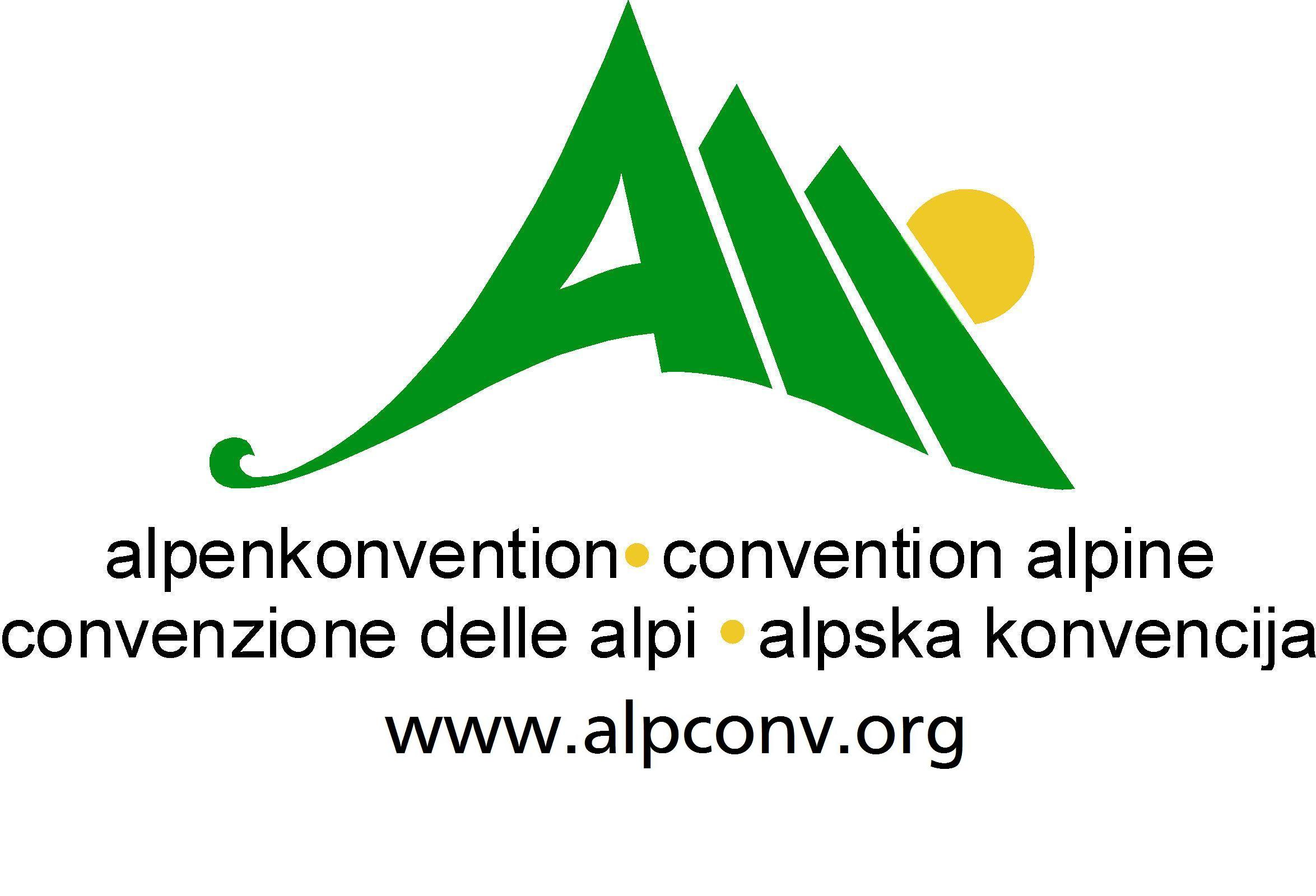
Das Logo der Alpenkonvention

Die Alpenkonvention, formal „Übereinkommen zum Schutz der Alpen“, ist ein völkerrechtlicher Vertrag über den umfassenden Schutz und die nachhaltige Entwicklung der Alpen. Die Vertragsparteien, darunter von Anfang an auch Österreich, versammeln sich regelmäßig in der Alpenkonferenz und fassen Beschlüsse.
Gemäß der Rahmenkonvention erarbeiten die Vertragsparteien so genannte Durchführungsprotokolle zur Konkretisierung der Ziele der Alpenkonvention. Österreich hat – wie Liechtenstein, Deutschland und Slowenien – alle 9 Fachprotokolle ratifiziert.
Der Vorsitz der Alpenkonvention wechselt alle zwei Jahre, von 2004 bis 2006 und von 2016 bis 2018 führte Österreich den Vorsitz.